# Хокан Рыжий
Хокан Рыжий (швед. Håkan Röde) — шведский конунг, правивший во второй половине XI века.
Этот период в истории Швеции был настолько бурным, что установить точно, кто чем правил практически невозможно.
В «Старшем Вестгёталаге» утверждается, что Хокан Рыжий правил «тринадцать зим». Так как Хальстен правил до 1070 и потом вернулся к власти в 1079, то значит Хокан Рыжий реально правил меньше или часть времени правил только частью Вестергётланда, возможно и Свеаландом.
В книге «Деяния архиепископов гамбургской церкви» Адама Бременского изложена такая интерпретация: Хокан был выбран конунгом после того, как изгнали Хальстена и после отречения Анунда из Гардарики. Точно известно лишь место рождения Хокана — Левене в Вестергётланде (сейчас этот городок Стура-Левене).
Шведский историк Адольф Шук (Adolf Schück) выдвинул идею, что Блот-Свен это не имя короля, а народное прозвище, другое имя Хокана Рыжего, которого свеи выбрали конунгом на тинге в 1084 году.